# Championnat du Burkina Faso de football 2020-2021
Navigation
Saison précédente Saison suivante
La saison 2020-2021 du Championnat du Burkina Faso de football est la cinquante-neuvième édition de la première division au Burkina Faso, organisée sous forme de poule unique, le Championnat National.
L'édition précédente ayant été annulée en raison de la pandémie de maladie à coronavirus, il n'y a pas eu de relégation mais deux promotions portant le championnat à dix-huit équipes. En fin de saison il y aura quatre relégations pour revenir à un championnat à 16 équipes en 2021-2022.
A la fin de la saison, l'AS SONABEL remporte son premier titre de champion du Burkina Faso.

## Organisation
Toutes les équipes se rencontrent deux fois au cours de la saison. En fin de saison, les quatre derniers du classement sont relégués et remplacés par les deux meilleures formations de deuxième division afin de retrouver un championnat à 16 équipes la prochaine saison.
Deux places en compétitions continentales sont réservées aux clubs burkinabés : le champion se qualifie pour la Ligue des champions de la CAF 2021-2022 tandis que le vainqueur de la Coupe du Burkina Faso obtient son billet pour la Coupe de la confédération 2021-2022.

## Les clubs participants
- Union sportive des Forces armées
- Étoile filante de Ouagadougou
- ASFA Yennenga
- AS SONABEL
- Racing Club de Bobo
- ASEC Koudougou
- Police FC
- Rail Club du Kadiogo
- Bankuy Sports
- US Ouagadougou
- Salitas FC
- Rahimo FC
- Association sportive des Douanes
- ASF Bobo-Dioulasso
- Majestic Sporting Club
- Royal Football Club
- Kassoum Ouédraogo Zico Académie de Football
- Vitesse FC - Promu en Championnat National
- Léopards de Saint Camille- Promu en Championnat National

### Classement
| Rang | Équipe                 | Pts | J  | G  | N  | P  | Bp | Bc | Diff |
| ---- | ---------------------- | --- | -- | -- | -- | -- | -- | -- | ---- |
| 1    | AS SONABEL             | 67  | 34 | 17 | 16 | 1  | 50 | 24 | +26  |
| 2    | AS Douanes             | 64  | 34 | 18 | 10 | 6  | 55 | 32 | +23  |
| 3    | Salitas FC             | 60  | 34 | 17 | 9  | 8  | 48 | 33 | +15  |
| 4    | USFA                   | 57  | 34 | 15 | 12 | 7  | 35 | 23 | +12  |
| 5    | Racing Club de Bobo    | 49  | 34 | 10 | 19 | 5  | 36 | 21 | +15  |
| 6    | ASFA Yennenga C        | 47  | 34 | 11 | 14 | 9  | 32 | 33 | -1   |
| 7    | Étoile filante         | 43  | 34 | 11 | 10 | 13 | 27 | 27 | 0    |
| 8    | Royal FC               | 43  | 34 | 11 | 10 | 13 | 36 | 37 | -1   |
| 9    | Majestic Sporting Club | 42  | 34 | 10 | 12 | 12 | 32 | 38 | -6   |
| 10   | ASEC Koudougou         | 41  | 34 | 11 | 8  | 15 | 27 | 29 | -2   |
| 11   | Rail Club du Kadiogo   | 41  | 34 | 11 | 8  | 15 | 23 | 38 | -15  |
| 12   | ASFB                   | 40  | 34 | 9  | 13 | 12 | 31 | 40 | -9   |
| 13   | Police FC              | 39  | 34 | 8  | 15 | 11 | 30 | 31 | -1   |
| 14   | Vitesse FC P           | 39  | 34 | 9  | 12 | 13 | 31 | 37 | -6   |
| 15   | Rahimo FC T            | 37  | 34 | 9  | 10 | 15 | 27 | 35 | -8   |
| 16   | US Ouagadougou         | 35  | 34 | 7  | 14 | 13 | 26 | 38 | -12  |
| 17   | Saint Camille P        | 35  | 34 | 9  | 8  | 17 | 22 | 40 | -18  |
| 18   | KOZAF                  | 30  | 34 | 6  | 12 | 16 | 27 | 45 | -18  |

|  | Qualification pour la Ligue des champions de la CAF 2021-2022         |
|  | Qualification pour la Coupe de la confédération 2021-2022             |
|  | T : Tenant du titre C : Vainqueur de la Coupe du Faso P : Promu de D2 |

## Bilan de la saison
| Championnat du Burkina Faso de football 2020-2021 |                                                |
| Champion                                          | Association sportive de la SONABEL (1er titre) |
| Coupes et trophées                                |                                                |
| Vainqueur de la Coupe du Burkina Faso 2020-2021   | Association sportive du Faso-Yennenga          |
| Qualifications continentales                      |                                                |
| Ligue des champions de la CAF 2021-2022           | Association sportive de la SONABEL             |
| Coupe de la confédération 2021-2022               | Association sportive du Faso-Yennenga          |
| Promotions et relégations                         |                                                |
| Promus en Championnat National                    | AS Koupéla                                     |
| Promus en Championnat National                    | Kiko Football Club                             |
| Relégués en Deuxième division                     | Rahimo FC                                      |
| Relégués en Deuxième division                     | Union sportive de Ouagadougou                  |
| Relégués en Deuxième division                     | Léopards de Saint Camille                      |
| Relégués en Deuxième division                     | KOZAF                                          |